# Італійське товариство Чорного моря
Італійське товариство Чорного моря (італ. Società italiana per il Mar Nero) — італійська державна компанія, створена 1919 року з метою постачання військових, стратегічних та технічних матеріалів для антирадянської пропаганди у державах, які межують з Росією. Товариство здійснювало пропагандистську підтримку білому рухові.

## Історія
Італійське товариство Чорного моря засноване у 1919 році Королівством Італія за підтримки уряду Франческо Саверіо Нітті. Його початкова назва — «Італійсько-російське товариство Чорного моря» (італ. Società italo-russa per il Mar nero). Стартовий капітал — 3 мільйони лір, які надав Італійський комерційний банк. У 1920 році компанію перейменували на «Італійське товариство Чорного моря».
Головна ціль товариства — постачання до сусідніх із Росією держав матеріалів з метою недопущення поширення в них більшовицької революції. До таких матеріалів належали військові, технічні та стратегічні. За допомогою цього товариства Італія здійснювала підтримку білогвардійського руху. Окрім того, Італія мала власні економічні інтереси у регіоні Чорного моря.
У 1922 році більшовизм переміг у громадянській війні в Росії, тому головна ціль існування товариства зникла. Розпочато процедуру ліквідації компанії. Процес завершено 1928 року після продажу 35 локомотивів FS 128 італійській залізничній державній компанії Ferrovie dello Stato Italiane та ще 10 локомотивів того ж типу Польщі.